# We Don’t Play We Riot
We Don’t Play We Riot – singel zespołu Negative Trend. Został wydany w 1978 roku przez firmę Heavy Manners Records.

## Lista utworów
1. Mercenaries
2. Meathouse
3. Black & Red
4. How Ya Feelin?

## Skład
- Rozz Rezabek – wokal
- Craig Grey – gitara
- Will Shatter – gitara basowa
- Steve DePace – perkusja